# Eliza Kellas
Eliza Kellas, född 4 oktober 1864, död 10 april 1943, var en amerikansk lärare, mest känd som rektor för Emma Willard School och som ena grundaren av Russell Sage College.
Eliza Kellas lämnade Plattsburgh efter 10 år och blev guvernant åt en annan pionjär inom amerikansk flickundervisning, Mary Lyon. Kellas och Lyon reste runt tillsammans åren 1901-1905, och hon började studera vid Radcliffe College i Cambridge, Massachusetts. Eliza Kellas utexaminerades från Ratcliffe 1910.